# Joseph Mathieu
Pour les articles homonymes, voir Mathieu.
Joseph Mathieu, né le 4 avril 1878 à Orléans (Loiret) et mort le 5 avril 1957 à Paris, est un homme politique français.

## Biographie
Diplômé de l'école vétérinaire de Lyon en 1901 et s'installe comme chirurgien-vétérinaire à Vailly-sur-Sauldre. Il est député du Cher de 1928 à 1932, inscrit au groupe de l'Union républicaine démocratique. Il reprend alors sa profession de vétérinaire, et se tourne vers la recherche.